# گچیت‌لی (آردانوچ)
گچیت‌لی (به ترکی استانبولی: Geçitli) یک منطقهٔ مسکونی در ترکیه است که در آردانوچ واقع شده‌است. گچیت‌لی ۱۸۸ نفر جمعیت دارد.